# Dale A. Zimmerman
Dale Allen Zimmerman ( n. 1928) es un ornitólogo y botánico de cactáceas estadounidense. Accedió a Profesor emérito de biología en la Western New Mexico University.
El Dr. Zimmerman ha sido un continuo explorador de la flora de África y de Sudamérica. Además es un activo fotógrafo de la vida silvestre, como respetado maestro.

## Algunas publicaciones
- dale a. Zimmerman, david j. Pearson, donald a. Turner. 2005. Birds of Kenya and Northern Tanzania. Helm Field Guides. Edición ilustrada, revisada de Christopher Helm, 576 pp. ISBN 0713663057

- ------------------------, -----------------------, ------------------------. 1999. Birds of Kenya and Northern Tanzania. Princeton Univ. Press. 293 pp. ISBN 0-691-01022-6

- ------------------------, marian a. Zimmerman, john n. Durrie. 1992. New Mexico bird finding guide. Edición revisada de New Mexico Ornithological Soc. 170 pp.

- b. Beehler, t.k. Pratt, dale a. Zimmerman. 1986. Birds of New Guinea. ISBN 0-691-02394-8

- p.l. Britton, Dale Allen Zimmerman. 1979. The Avifauna of Sokoke Forest, Kenya. J. of the East Africa Natural History Society and National Museum 169. 16 pp.

- dale a. Zimmerman. 1972. The avifauna of the Kakamega Forest, western Kenya, including a bird population study. Bull.Am.Mus.Nat.His. N.º 149, Art. 3: pp. 255-339, 8 fig. 8 tablas. American Museum of Natural History

- ---------------------, bruce j. Hayward, mary Huey. 1966. Bird-finding Localities in Southwestern New Mexico and Southeastern Arizona. New Mexico Ornithological Society. Publications. Ed. New Mexico Ornithological Society, 12 pp.

- r.e. Mumford, l.l. Oakleydale, dale a. Zimmerman. 1964. June Bat Records from Guadalupe Canyon, New Mexico

- robert w. Storer, dale a. Zimmerman. 1959. Variation in the Blue Grosbeak (Guiraca caerulea) with Special Reference to the Mexican Populations. N.º 609 de Occasional paper[s]. Editor Museum of Zoology, Univ. of Michigan, 13 pp.

## Honores

### Eponimia
El "Herbario Dale A. Zimmerman" está dedicado al Dr. Dale A. Zimmerman, que en 2008 en Profesor Emérito, en la "Universidad del Oeste de Nuevo México", WNMU, y aún mentor de un gran número de botánicos y estudiantes de Botánica.
- (Convolvulaceae) Ipomoea zimmermanii J.A.McDonald[3]
- La abreviatura «Zimmerman» se emplea para indicar a Dale A. Zimmerman como autoridad en la descripción y clasificación científica de los vegetales.[4]

Se poseen 8 registros IPNI de sus identificaciones y nombramientos de nuevas especies de la familia Cactaceae; publicados habitualmente en Cact. Succ. J. (Los Angeles).